# Ryegate
Ryegate város az USA Montana államában, Golden Valley megyében, melynek megyeszékhelye is. Lakosainak száma 223 fő (2020. április 1.).

## Népesség
A település népességének változása:

| 2010 | 245 |
| 2020 | 223 |